# Euphausia superba
Az Euphausia superba a felsőbbrendű rákok (Malacostraca) osztályának krill (Euphausiacea) rendjébe, ezen belül az Euphausiidae családjába tartozó faj.
Az Euphausia ráknem típusfaja.

## Tudnivalók
Az Euphausia superba az Antarktisz körüli Déli-óceán lakója. Az állat, egy kisméretű rák, amely hatalmas csoportokban, rajokban él. Néha olyan sűrű az állománya, hogy egy köbméter vízben, akár 10 000-30 000 példány is lehet. Az Euphausia superba fitoplanktonnal táplálkozik, ilyen módon felhasználva az elsődleges energia forrást, amely életben tartja a világ óceánjainak az állatvilágát is. Ez a rákfaj 6 centiméter hosszú, 2 gramm tömegű, és ha nem eszi meg semmi sem, akkor akár 6 évet is élhet. Az antarktiszi ökoszisztémában, kulcsfaj szerepe van, rengeteg állatnak táplálékául szolgálva. A világszintű biomasszája körülbelül 500 millió tonnára tehető, így meglehet, hogy a Föld legnagyobb állományú fajáról van szó.

## Fordítás
- Ez a szócikk részben vagy egészben  az   Antarctic krill című angol Wikipédia-szócikk ezen változatának fordításán alapul.  Az eredeti cikk szerkesztőit annak laptörténete sorolja fel. Ez a jelzés csupán a megfogalmazás eredetét és a szerzői jogokat jelzi, nem szolgál a cikkben szereplő információk forrásmegjelöléseként.

## További irodalom
- Clarke, A. & D. J. Morris (1983). „Towards an energy budget for krill: the physiology and biochemistry of Euphausia superba Dana”. Polar Biology 2 (2), 69–86. o. DOI:10.1007/BF00303172.
- Hempel, G..szerk.: W. R. Siegfried, P. R. Condy & R. M. Laws: Antarctic marine food webs, Antarctic nutrient cycles and food webs. Berlin: Springer Science+Business Media, 266–270. o. (1985). ISBN 978-0-387-13417-8
- Hempel, G. (1987). „Scientific Requirements for Antarctic Conservation”. Environment International 13 (1), 33–36. o. DOI:10.1016/0160-4120(87)90041-9.
- Hempel, Gotthilf (1991). „Life in the Antarctic sea ice zone”. Polar Record 27 (162), 249–253. o. DOI:10.1017/S0032247400012663.
- Hempel, Gotthilf & Kenneth Sherman (2003). „Large Marine Ecosystems of the World: Trends in Exploitation, Protection, and Research”, Amsterdam 12, Kiadó: Elsevier.
- Ikeda, T. & P. Dixon (1984). „The influence of feeding on the metabolic activity of Antarctic krill (Euphausia superba Dana)”. Polar Biology 3 (1), 1–9. o. DOI:10.1007/BF00265561.
- Ishii, H., M. Omori, M. Maeda & Y. Watanabe (1987). „Metabolic rates and elemental composition of the Antarctic krill, Euphausia superba Dana”. Polar Biology 7 (6), 379–382. o. DOI:10.1007/BF00293228.
- Kils, U..szerk.: Gotthilf Hempel, Irmtraud Hempel & Sigrid Schiel: So frisst der Krill, Faszination Meeresforschung. Ein ökologisches Lesebuch. Bremen: Hauschild, 112–115. o. (2006). ISBN 978-3-89757-310-9
- Mauchline, J. & L. R. Fisher. The Biology of Euphausiids, Advances in Marine Biology. Academic Press (1969)
- Nicol, S. & W. K. de la Mare (1993). „Ecosystem management and the Antarctic krill”. American Scientist 81 (1), 36–47. o.
- Nicol, Stephen & Jacqueline Foster (2003). „Recent trends in the fishery for Antarctic krill” (Portable Document Format). Aquatic Living Resources 16 (1), 42–45. o. [2006. január 18-i dátummal az eredetiből archiválva]. DOI:10.1016/S0990-7440(03)00004-4. (Hozzáférés: 2012. szeptember 17.)
- Quetin, L. B., R. M. Ross & A. Clarke.szerk.: Sayed Zakaria El-Sayed: Krill energetics: seasonal and environmental aspects of the physiology of Euphausia superba, Southern Ocean Ecology: the BIOMASS Perspective. Cambridge: Cambridge University Press, 165–184. o. (1994). ISBN 978-0-521-44332-6
- Sahrhage, Dietrich.szerk.: John F. Caddy: Antarctic krill fisheries: potential resources and ecological concerns, Marine Invertebrate Fisheries: their Assessment and Management. John Wiley & Sons, 13–33. o. (1989). ISBN 978-0-471-83237-9